# Пшицлапи
Пшицлапи (пол. Przycłapy) — село в Польщі, у гміні Вешхляс Велюнського повіту Лодзинського воєводства.
Населення — 96 осіб (2011).
У 1975-1998 роках село належало до Серадзького воєводства.

## Демографія
Демографічна структура станом на 31 березня 2011 року:
|          | Загалом | Допрацездатний вік | Працездатний вік | Постпрацездатний вік |
| -------- | ------- | ------------------ | ---------------- | -------------------- |
| Чоловіки | 49      | 11                 | 35               | 3                    |
| Жінки    | 47      | 7                  | 32               | 8                    |
| Разом    | 96      | 18                 | 67               | 11                   |